# EliteForsk-prisen
EliteForsk-prisen  er en pris til forskere under 45 år på 1,2 mio. kr. De 200.000 kr. er en personlig hæderspris, mens den resterende mio. kr. kan bruges til forskningsaktiviteter. Prisen uddeles hvert år til yngre forskere af international topklasse. Der uddeles sædvanligvis fem Eliteforsk-priser og op til 20 EliteForsk-rejsestipendier a 300.000 kr. Modtagere af EliteForsk-priserne offentliggøres på den årlige EliteForsk-konference, hvor repræsentanter fra kongehuset og ministre har hædret prismodtagerne siden 2006.
Uddannelses- og Forskningsministeriets EliteForsk-initiativ er det samlende varemærke for en række initiativer, der har til formål at støtte og udvikle forskertalenter og skabe opmærksomhed om fremragende forskeres resultater. Derudover skal EliteForsk også fremhæve forskerne som forbilleder for at tiltrække flere unge studerende til en forskerkarriere.  Det sker som led i en ambition om at gøre Danmark til et af verdens førende og mest konkurrencedygtige vidensamfund.
Blandt modtagerene af den store pris var Lasse Heje Pedersen (2015), Eske Willerslev (2011), Milena Penkowa (2009), Bjørk Hammer (2009), Vincent F. Hendricks (2008), Morten Bennedsen (2008) og Dan Zahavi (2007). I 2011 fik Milena Penkowa frataget sin pris, efter at hun var blevet dømt for bl.a. dokumentfalsk.

## Prismodtagere
| År   | Person                         | Forskningsområde                                                   | Tilknytning                                                                      |
| ---- | ------------------------------ | ------------------------------------------------------------------ | -------------------------------------------------------------------------------- |
| 2007 | Claus Hviid Christensen        | Kemi                                                               | Institut for Kemi, DTU                                                           |
| 2007 | Dan Zahavi                     | Filosofi                                                           | Afdeling for filosofi, Københavns Universitet (KU)                               |
| 2007 | Klaus Mølmer                   | Fysik                                                              | Institut for Fysik og Astronomi, Aarhus Universitet (AU)                         |
| 2007 | Rasmus Nielsen                 | Biologi                                                            | Biologisk Institut, KU                                                           |
| 2007 | Søren Nielsen                  | Biomedicin                                                         | Aarhus Universitet                                                               |
| 2008 | Morten Bennedsen               | Økonomi                                                            | Copenhagen Business School (CBS)                                                 |
| 2008 | Vincent F. Hendricks           | Filosofi                                                           | Institut for Kultur og Identitet, Roskilde Universitetscenter (RUC)              |
| 2008 | Jens Hjorth                    | Kosmologi, astrofysik                                              | Niels Bohr Instituttet, KU                                                       |
| 2008 | Poul Nissen                    | Biologi                                                            | Molekylærbiologisk Institut, AU                                                  |
| 2008 | Ole Sigmund                    | Optimering af strukturelle og multifysiske systemer                | Institut for Mekanik, Energi og Konstruktion, faststofmekanik, DTU               |
| 2008 | Bo Thamdrup                    | Biologi og biogeokemi                                              | Biologisk Institut, Syddansk Universitet (SDU)                                   |
| 2008 | Leif Østergaard                | Hjerneforskning                                                    | Neuroradiologisk Afdeling, AU /Århus Universitetshospital                        |
| 2009 | Bjørk Hammer                   | Fysik og nanoteknologi                                             | Institut for Fysik og Astronomi, AU                                              |
| 2009 | Marie-Louise Bech Nosch        | Ægæisk epigrafik, tekstilforskning                                 | Saxo-Instituttet, KU                                                             |
| 2009 | Ole Nørregaard Jensen          | Proteinkemi                                                        | Institut for Biokemi og Molekylær Biologi, SDU                                   |
| 2009 | Frank Møller Aarestrup         | Antibiotikaresistente bakterier og bakteriespredning               | Fødevareinstituttet, DTU                                                         |
| 2009 | Milena Penkowa                 | Hjerneforskening                                                   | KU                                                                               |
| 2010 | Lars Arge                      | Datalogi                                                           | Datalogisk Institut, AU                                                          |
| 2010 | Adrian Favell                  | Sociologi, politologi, kulturgeografi, filosofi og litteratur      | Institut for Historie og Områdestudier, AU                                       |
| 2010 | Kurt Vesterager Gothelf        | Organisk kemi og DNA nanoteknologi                                 | Kemisk Institut, AU                                                              |
| 2010 | Carsten Rahbek                 | Makroøkologi                                                       | Biologisk Institut, KU                                                           |
| 2010 | Francesco Sannino              | Partikelfysik                                                      | Syddansk Universitet                                                             |
| 2011 | Lene Hansen                    | Statskundskab, international politik                               | Institut for Statskundskab, KU                                                   |
| 2011 | Bo Brummerstedt Iversen        | Materialekemi                                                      | Kemisk Institut, AU                                                              |
| 2011 | Søren Riis Paludan             | Virologi, immunologi                                               | Institut for Medicinsk Mikrobiologi og Immunologi, AU                            |
| 2011 | Jesper Ryberg                  | Etik og retsfilosofi                                               | Institut for Kultur og Identitet, RUC                                            |
| 2011 | Eske Willerslev                | Fossil DNA/evolutionsbiologi                                       | Københavns Universitet                                                           |
| 2012 | Anja Boisen                    | Mikro- og nanosensorer samt nanoteknologi                          | DTU Nanotech, DTU                                                                |
| 2012 | Hans Bräuner-Osborne           | Molekylær farmakologi                                              | Det Sundhedsvidenskabelige Fakultet, KU                                          |
| 2012 | Frederik C. Krebs              | Kemi                                                               | DTU Energikonvertering, DTU                                                      |
| 2012 | Matthias Kriesell              | Matematik og datalogi                                              | Institut for Matematik og Datalogi, SDU                                          |
| 2012 | Peter Norman Sørensen          | Økonomi og finansiering                                            | Økonomisk Institut, KU                                                           |
| 2013 | Claudia Welz                   | Teologi, filosofi                                                  | Det Teologiske Fakultet, KU                                                      |
| 2013 | Morten Nielsen                 | Matematik                                                          | Institut for Matematiske Fag, Aalborg Universitet (AAU)                          |
| 2013 | Ove Christiansen               | Teoretisk kemi                                                     | Kemisk Institut, AU                                                              |
| 2013 | Steen Hannestad                | Teoretisk astrofysik                                               | Institut for Fysik og Astronomi, AU                                              |
| 2013 | Ulrik Lund Andersen            | Fysik                                                              | DTU-Fysik, DTU                                                                   |
| 2014 | Daniel Otzen                   | Biofysik og molekylærbiologi                                       | Institut for Molekylærbiologi og Genetik, AU                                     |
| 2014 | Martin Røssel Larsen           | Proteinkemi                                                        | Institut for Biokemi og Molekylærbiologi, SDU                                    |
| 2014 | Jens-Christian Svenning        | Økologi                                                            | Institut for Bioscience, AU                                                      |
| 2014 | Morten Petersen Broberg        | Jura                                                               | Det Juridiske Fakultet, KU                                                       |
| 2014 | Mads Brandbyge                 | Fysik, nanoteknologi                                               | Institut for Mikro- og Nanoteknologi, DTU                                        |
| 2015 | Lars Birkedahl                 | Datalogi                                                           | Institut for Datalogi, AU                                                        |
| 2015 | Lasse Heje Pedersen            | Finansiering og økonomi                                            | Institut for Finansiering, CBS                                                   |
| 2015 | Lene Broeng Oddershede         | Eksperimentel biologisk fysik, celle-biofysik, optisk manipulation | Niels Bohr Instituttet, KU                                                       |
| 2015 | Niels Mailand                  | Molekylærbiologi                                                   | Det Sundhedsvidenskabelige Fakultet, KU                                          |
| 2015 | Rubina Raja                    | Klassisk arkæologi                                                 | Institut for Kultur og Samfund, AU                                               |
| 2016 | David Dreyer Lassen            | Politisk økonomi                                                   | Økonomisk Institut, KU                                                           |
| 2016 | Peter Lodahl                   | Kvantefysik                                                        | Niels Bohr Institutet, KU                                                        |
| 2016 | Liv Hornekær                   | Overfladefysik                                                     | Institut for Fysik og Astronomi, AU                                              |
| 2016 | Petar Popovski                 | Kommunikationsteknologi                                            | Institut for Elektroniske Systemer, AAU                                          |
| 2016 | Mette Ramsgaard Thomsen        | Arkitektur og datalogi                                             | Det Kongelige Danske Kunstakademis Skoler for Arkitektur, Design og Konservering |
| 2017 | Thomas Lars Andresen           | Kemi, biomaterialer, drug delivery                                 | DTU Nanotech, DTU                                                                |
| 2017 | Hanne Christine Bertram        | Fødevarevidenskab                                                  | Institut for Fødevarer, AU                                                       |
| 2017 | Søren Galatius                 | Matematik                                                          | KU                                                                               |
| 2017 | Klaus Høyer                    | Medicinske videnskabs- og teknologistudier                         | Institut for Folkesundhedsvidenskab, KU                                          |
| 2017 | Mikael Rask Madsen             | International retssociologi; international ret                     | Det Juridiske Fakultet, KU                                                       |
| 2018 | Robert Andrew Fenton           | Cellebiologi, fysiologi, nefrologi                                 | Institut for Biomedicin, AU                                                      |
| 2018 | Søren Fournais                 | Matematisk fysik                                                   | Matematisk Institut, AU                                                          |
| 2018 | Anja Groth                     | Molekylær cellebiologi og epigenetik                               | Biotech Research and Innovation Centre , KU                                      |
| 2018 | Stig Helveg                    | Fysik og kemi                                                      | Haldor Topsøe                                                                    |
| 2018 | N. Asger Mortensen             | Fysik                                                              | Center for Nano Optics, SDU                                                      |
| 2019 | Rebecca Adler-Nissen           | Statskundskab                                                      | KU                                                                               |
| 2019 | Chunaram Choudhary             | Molekylærbiologi                                                   | Novo Nordisk Foundation Center for Protein Research, Københavns Universitet      |
| 2019 | Niels Jessen                   | Medicin                                                            | Aarhus Universitet                                                               |
| 2019 | Peter Teglberg Madsen          | Biologi                                                            | Institut for Bioscience, Aarhus Universitet                                      |
| 2019 | Kristian Sommer Thygesen       | Fysik                                                              | Danmarks Tekniske Universitet                                                    |
| 2020 | Sine Reker Hadrup              | Immunteknologi                                                     | Institut for Sundhedsteknologi, DTU                                              |
| 2020 | Mads Meier Jæger               | Sociologi                                                          | Sociologisk Institut, KU                                                         |
| 2020 | Anders Møller                  | Datalogi                                                           | Institut for Datalogi, Aarhus Universitet                                        |
| 2020 | Tobias Richter                 |                                                                    | Institut for Tværkulturelle og Regionale Studier, Københavns Universitet         |
| 2020 | Riikka Rinnan                  | Biologi                                                            | Biologisk Institut, Københavns Universitet                                       |
| 2021 | Eva Boxenbaum                  |                                                                    | Institut for Organisation, Copenhagen Business School                            |
| 2021 | Anders Engberg-Pedersen        |                                                                    | Institut for Kulturvidenskaber, Syddansk Universitet                             |
| 2021 | Emil Loldrup Fosbøl            |                                                                    | Hjertecentret på Rigshospitalet                                                  |
| 2021 | Gemma Clare Solomon Larsen     |                                                                    | Nano-Science Center og Kemisk Institut, Københavns Universitet                   |
| 2021 | Signe Normand                  |                                                                    | Institut for Biologi, Aarhus Universitet                                         |
| 2022 | Anne Ladegaard Skov            |                                                                    | Institut for Kemiteknik, Danmarks Tekniske Universitet                           |
| 2022 | Anton Pottegård                |                                                                    | Institut for Sundhedstjenesteforskning, Syddansk Universitet                     |
| 2022 | Felix Riede                    |                                                                    | Institut for Kultur og Samfund, Aarhus Universitet                               |
| 2022 | Naja Hulvej Rod                |                                                                    | Institut for Folkesundhedsvidenskab, Københavns Universitet                      |
| 2022 | Sune Lehmann                   |                                                                    | DTU Compute, Danmarks Tekniske Universitet                                       |
| 2023 | Alexander Kai Büll             |                                                                    | Danmarks Tekniske Universitet                                                    |
| 2023 | Dorthe B. Ravnsbæk             | Materialekemi                                                      | Institut for Kemi, Aarhus Universitet                                            |
| 2023 | Eline Lorenzen                 |                                                                    | GLOBE-instituttet, Københavns Universitet                                        |
| 2023 | Per Borghammer                 |                                                                    | Institut for Klinisk Medicin, Aarhus Universitet                                 |
| 2023 | Poul Fritz Kjær                |                                                                    | Institut for Ledelse, Politik og Filosofi, Copenhagen Business School            |
| 2024 | Amelia-Elena Rotaru            | Mikrobiologi                                                       | Syddansk Universitet                                                             |
| 2024 | Irene Tamborra                 | Astrofysik                                                         | Niels Bohr Institutet, Københavns Universitet                                    |
| 2024 | Mads Albertsen                 | Bioteknologi                                                       | Institut for Kemi og Biovidenskab, Aalborg Universitet                           |
| 2024 | Peter Dalsgaard                | Informationsvidenskab                                              | Institut for Kommunikation og Kultur, Aarhus Universitet                         |
| 2024 | Thomas Gammeltoft-Hansen       | Mobilitetsret                                                      | Det Juridiske Fakultet, Københavns Universitet                                   |
| 2025 | Andreas Hougaard Laustsen-Kiel |                                                                    | Institut for Bioteknologi og Biomedicin, Danmarks Tekniske Universitet           |
| 2025 | Cecilia Høst Ramlau-Hansen     |                                                                    | Institut for Folkesundhed, Aarhus Universitet                                    |
| 2025 | Albert Schliesser              |                                                                    | Niels Bohr Institutet, Københavns Universitet.                                   |
| 2025 | Ingvild Bode                   |                                                                    | Syddansk Universitet                                                             |
| 2025 | Morten Mattrup Smedskjær       |                                                                    | Institut for Kemi og Biovidenskab, Aalborg Universitet                           |

## Fodnoter
1. ↑  Fik fra taget igen i 2011 grundet dokumentfalsk[1]